# William McGregor
William McGregor (ur. 13 kwietnia 1846, zm. 20 grudnia 1911) – działacz piłkarski epoki wiktoriańskiej, uważany za założyciela  pierwszych na świecie ligowych rozgrywek piłkarskich The Football League.

## Życiorys
Po przeprowadzce ze Szkocji do Birmingham rozpoczął działalność sukienniczą. Związał się także z lokalnym zespołem piłkarskim Aston Villa. W ciągu 20 lat pobytu w klubie piastował różne stanowiska. Podczas jego prezydentury drużyna stała się jedną z czołowych w Anglii. W 1888 roku sfrustrowany ciągłym odwoływaniem meczów Aston Villi, McGregor zorganizował spotkanie z przedstawicielami najsilniejszych klubów w kraju, gdzie zaproponował utworzenie rozgrywek ligowych, w których każdy zespół miał gwarancję regularnych występów. 
McGregor był prezesem i prezydentem The Football League oraz przewodniczącym The Football Association. Za zasługi dla angielskiej piłki nożnej został pośmiertnie uhonorowany przez Związek Piłkarski oraz przez zarząd klubu Aston Villa.